# (31671) Masatoshi
(31671) Masatoshi est un astéroïde de la ceinture principale.

## Description
(31671) Masatoshi est un astéroïde de la ceinture principale. Il fut découvert le 13 mai 1999 à Kuma Kogen par Akimasa Nakamura. Il présente une orbite caractérisée par un demi-grand axe de 3,00 UA, une excentricité de 0,20 et une inclinaison de 2,1° par rapport à l'écliptique.

## Compléments